# Circa
Circa (з лат. — «навколо», «близько»), c., ca або ca. (також circ. або cca.) — означає «приблизно» декількома європейськими мовами, включно з англійською, переважно з посиланням на дату.
Circa широко використовуються в генеалогічних та історичних записах коли дати подій невідомі.
При використанні в ряді дат circa застосовується перед кожною приблизною датою, а дати без circa, що безпосередньо передують їм, як передбачається, будуть відомі з певністю.
Наприклад,
- 1732–1799 або 1732–99: обидва роки точно відомі.
- c. 1732–1799: рік закінчення відомий точно, рік початку — приблизний.
- 1732 –  c. 1799: рік початку відомий точно, рік закінчення — приблизний.
- c. 1732  – c. 1799: обидва приблизні.